# 小行星750
小行星750（750 Oskar）是一颗围绕太阳公转的小行星。1913年4月28日，約翰·帕利薩在维也纳描述了此天体。
該小行星以奧地利銀行家阿爾伯特·所羅門·安塞姆·馮·羅斯柴爾德的兒子奧斯卡·魯本·馮·羅斯柴爾德（Oskar Ruben von Rothschild）命名。
这颗小行星的绝对星等为12.13等。

## 相关條目
- 小行星列表/10001-11000

## 外部連結
- Asteroid Lightcurve Database (LCDB) （页面存档备份，存于）, query form (info （页面存档备份，存于）)
- Dictionary of Minor Planet Names, Google books
- Discovery Circumstances: Numbered Minor Planets (10001)-(15000) （页面存档备份，存于） – Minor Planet Center
- 小行星750 at AstDyS-2, Asteroids—Dynamic Site
  - Ephemeris · Observation prediction · Orbital info · Proper elements · Observational info
- NASA JPL小天體瀏覽器上的小行星750

| 前一小行星： 小行星749 | 小行星列表 | 後一小行星： 小行星751 |